# Evangelisches Pfarrhaus (Horkheim)

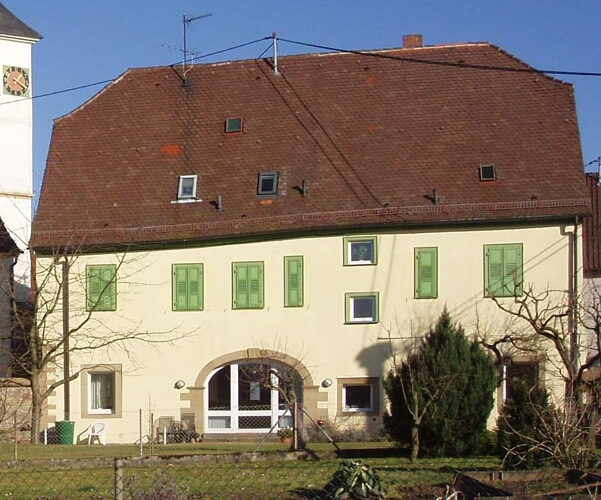
Das evangelische Pfarrhaus in Horkheim

Das Evangelische Pfarrhaus im Heilbronner Stadtteil Horkheim befindet sich an der Kirchgasse direkt neben der Georgskirche.

## Geschichte
Die erste urkundliche Erwähnung eines Pfarrhauses in Horkheim stammt aus dem Dreißigjährigen Krieg. 1647 berichtete die geistliche Verwaltung in Weinsberg, dass das Pfarrhaus in Horkheim 1642 abbrannte, woraufhin die Pfarrleute nach Heilbronn verzogen seien. Von 1662 bis 1666 wurde ein neues Pfarrhaus errichtet, das man 1769/70 durch das heutige Gebäude ersetzte.

## Beschreibung
Das zweistöckige Horkheimer Pfarrhaus ist ein Beispiel für die Architektur eines ländlichen Pfarrhauses im Stil des Barock. Das Obergeschoss in verputztem Fachwerk ruht auf einem gemauerten Erdgeschoss. Das Gebäude zeichnet sich durch ein profiliertes Traufgesims und ein Krüppelwalmdach aus. Durch die rundbogige Tordurchfahrt konnte man die 1904 abgerissene Pfarrscheuer im Pfarrgarten erreichen. Nach Abriss der Scheune wurde die Durchfahrt vermauert, später wurde sie verglast. Das Portal des Gebäudes zeigt das württembergische Wappen. Als Kulturdenkmal steht das Gebäude unter Denkmalschutz.